# La entrevista (película de 1963)
La entrevista (en italiano, La visita) es una comedia italiana dirigida por Antonio Pietrangeli estrenada en 1963, con François Périer y Sandra Milo en los papeles protagonistas.

## Argumento
Pina, de treinta y seis años, es empleada del consorcio agrícola de un pueblo en la Ferrara a orillas del Po. Un día conoce a Adolfo, un vendedor de cuarenta y cuatro años en una librería de Roma. Los dos, que se conocieron a través de un anuncio publicado en una revista, están solos y buscan un acomodo emocional. Luego, el hombre va a encontrarse con la joven en persona en su pueblo, donde la mujer vive sola. Durante el encuentro ambos se revelan tal y como son: ambos deseosos de superar su soledad.

## Reparto
- Sandra Milo - Pina
- François Périer - Adolfo Di Palma
- Mario Adorf - Cucaracha
- Gastone Moschin - Renato Gusso
- Angela Minervini - Chiaretta
- Ettore Baraldi
- Giancarlo Bellagamba
- Bruno Benatti
- Paola Del Bon
- Ferdinando Gerra
- Abele Reggiani
- Carla Vivian
- Didi Perego - Nella

## Producción
Las escenas del pueblo fueron filmadas en San Benedetto Po; otras filmaciones tuvieron lugar en Roma y Ferrara.

## Crítica
El conocido crítico de cine francés Georges Sadoul la consideró entre las mejores películas del director, hablando de "una amargura sincera sin complacencia".